# Callambulyx
Callambulyx is een geslacht van vlinders uit de onderfamilie Smerinthinae van de familie pijlstaarten (Sphingidae).

## Soorten
- Callambulyx amanda Rothschild & Jordan, 1903
- Callambulyx junonia (Butler, 1881)
- Callambulyx kitchingi Cadiou, 1996
- Callambulyx poecilus (Rothschild, 1898)
- Callambulyx rubricosa (Walker, 1856)
- Callambulyx schintlmeisteri Brechlin, 1997
- Callambulyx tatarinovii (Bremer & Grey, 1853)

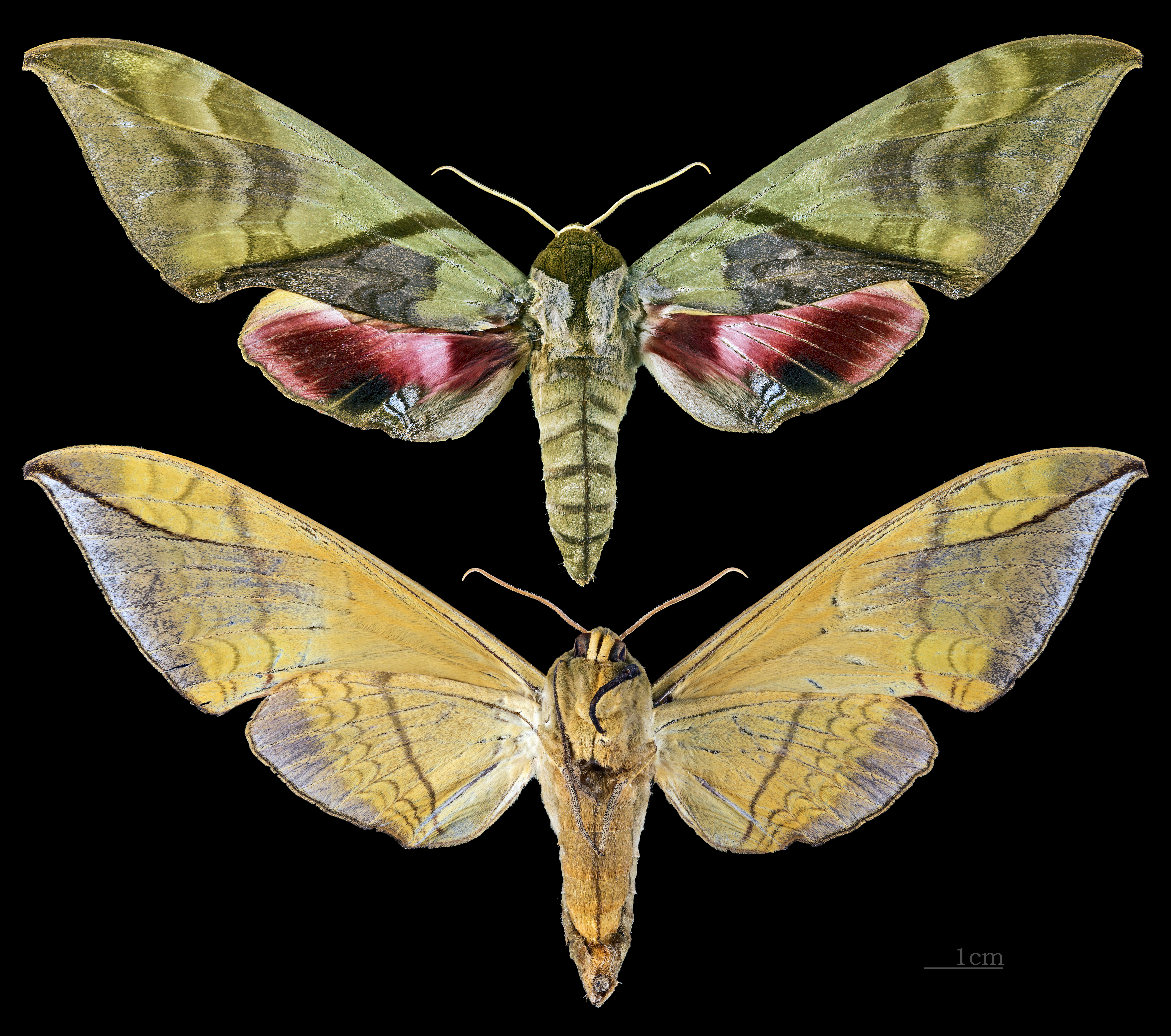
Callambulyx amanda
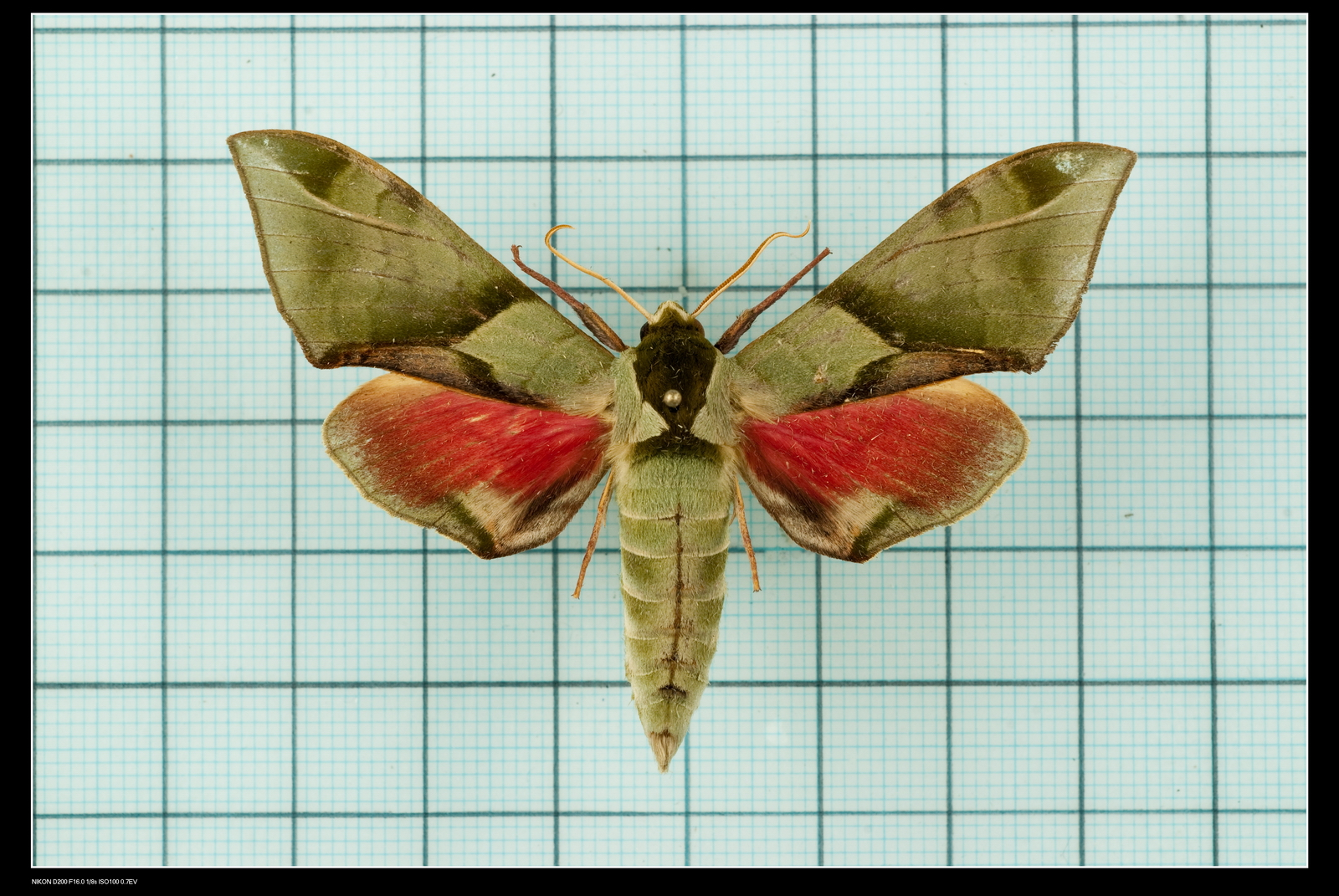
Callambulyx poecilus formosana
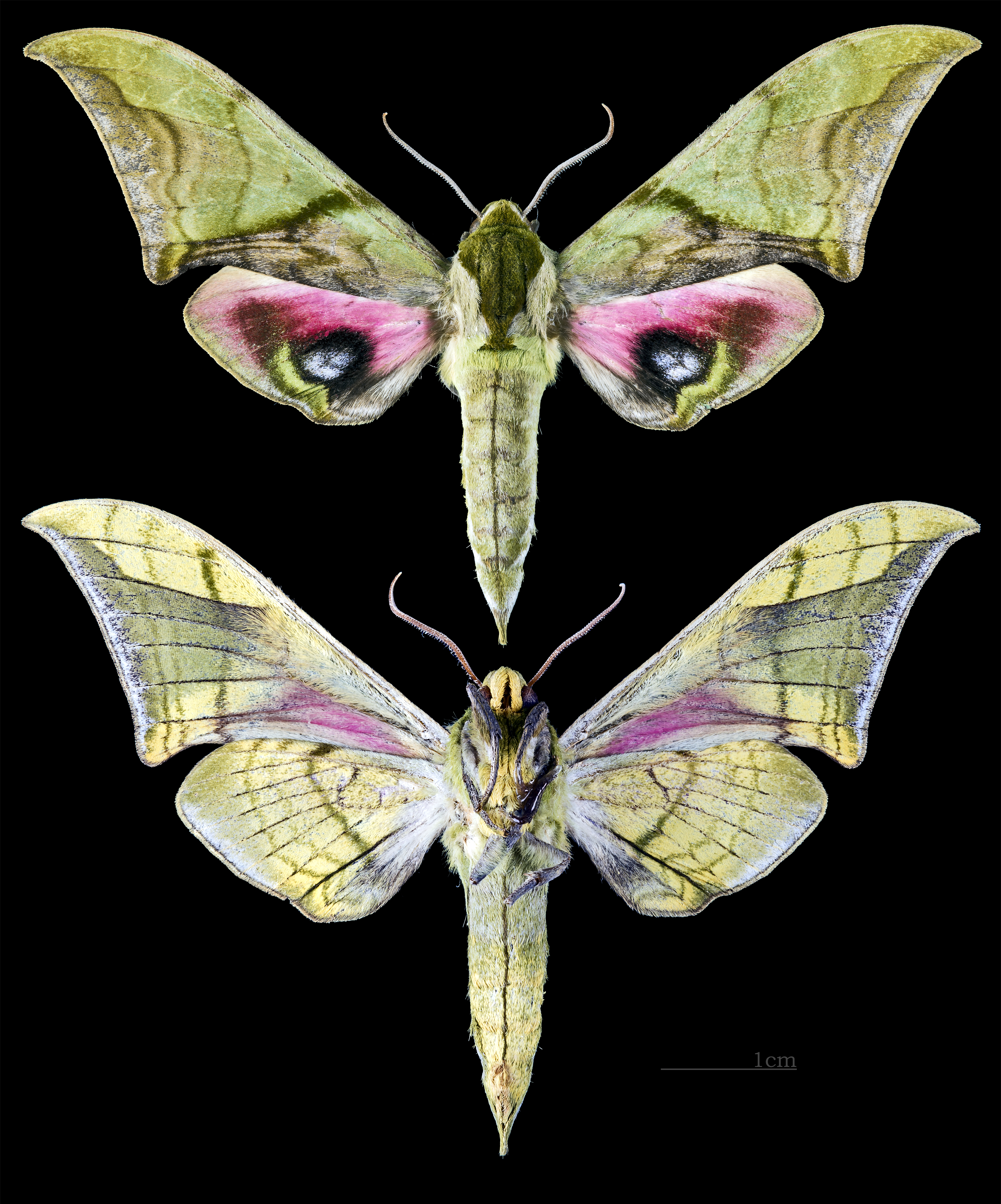
Callambulyx junonia
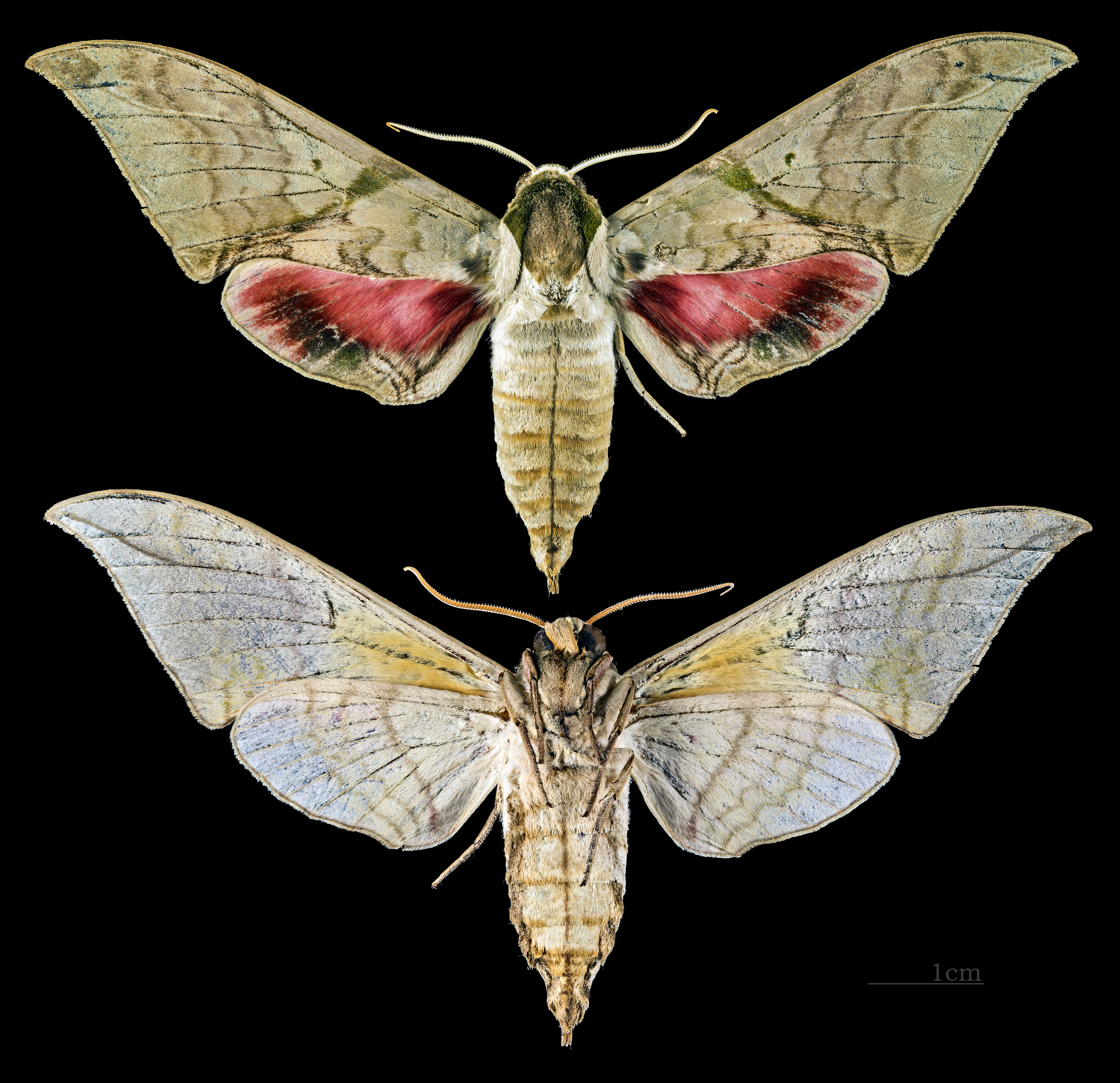
Callambulyx rubricosa piepersi
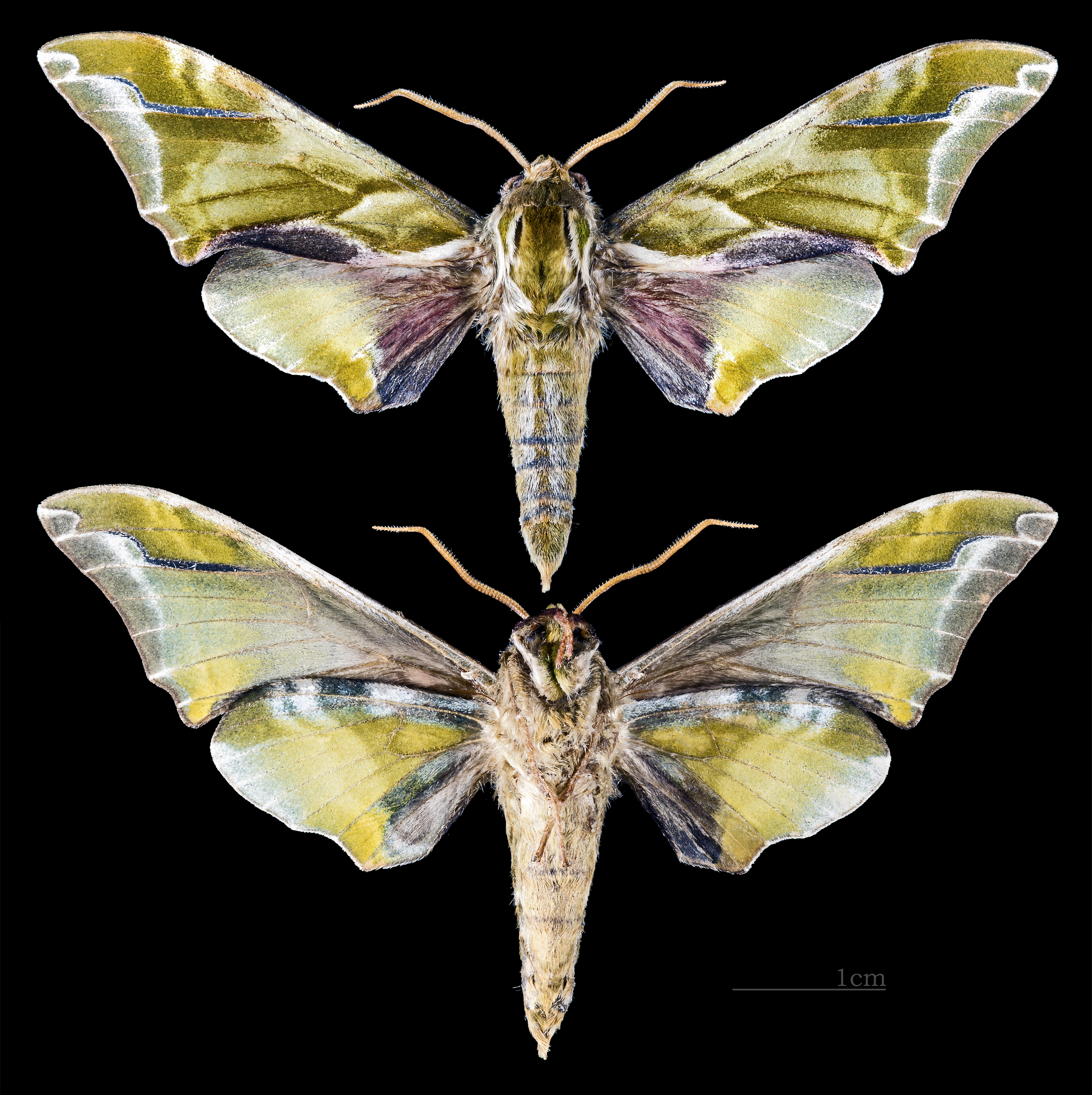
Callambulyx sinjaevi
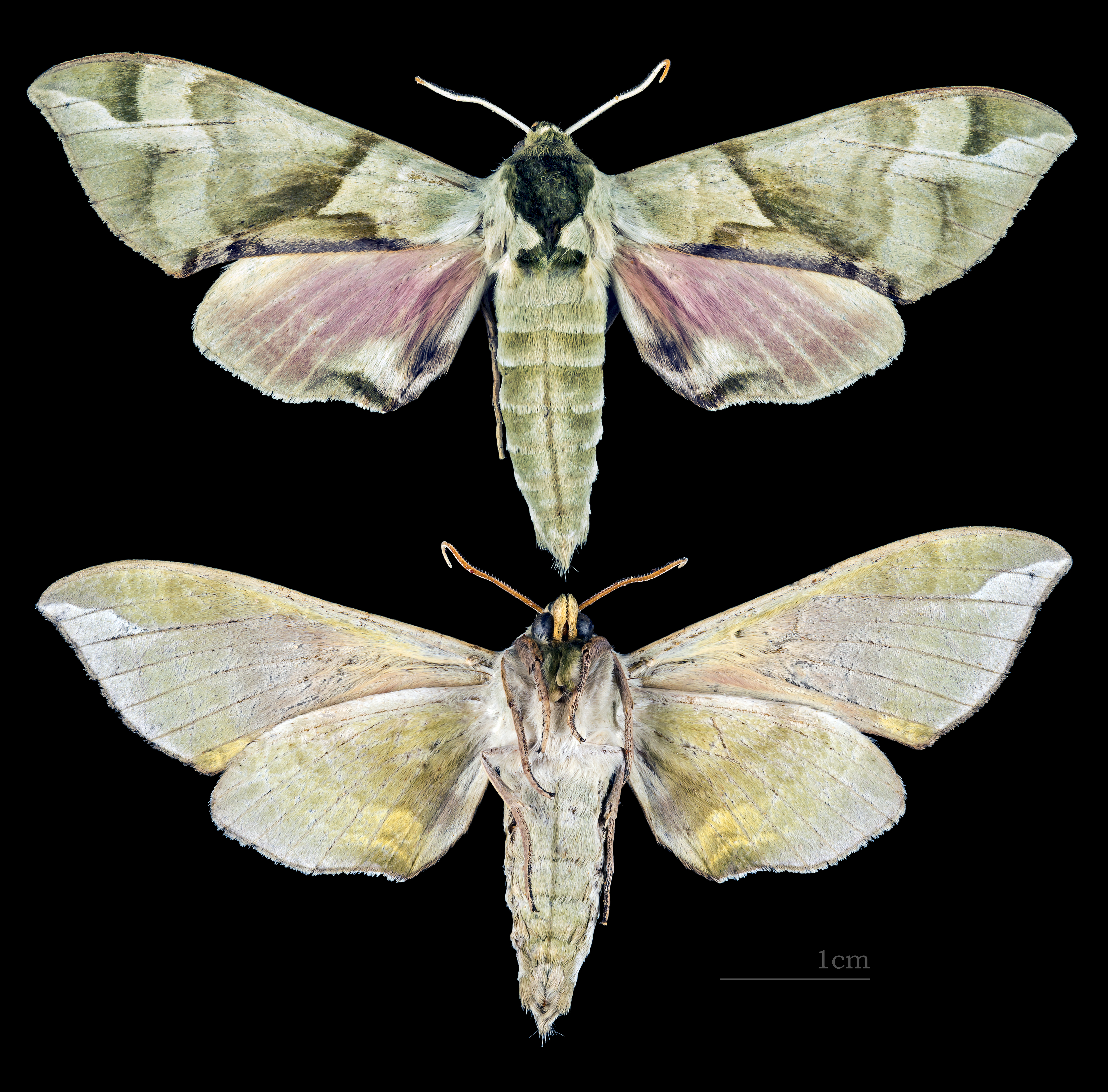
Callambulyx tatarinovii